# Zehneria grayana
Zehneria grayana là một loài thực vật có hoa trong họ Cucurbitaceae. Loài này lần đầu tiên được phân loại chính thức bởi Fosberg và Sachet vào năm 1981, dựa trên công trình trước đó của Cogniaux.